# 아베니다 데 아메리카역
아베니다 데 아메리카 역(스페인어: Avenida de América)은 마드리드 지하철의 환승역이다. 마드리드 지하철 4호선, 6호선, 7호선, 9호선이 지나며 시내버스 노선과 시외버스 노선으로도 갈아탈 수 있다. 1996년까지는 8호선도 다닌 적이 있다.
마드리드 살라망카 구와 차마르틴 구에 걸쳐 있으며 아베니다 대로에서 프란시스코 실벨라 거리, 프린시페 데 베르가라 거리가 만나는 교차로 지하에 위치해 있다. 지하층이 여러 개로 나뉘어 있는 구조를 띄고 있는데 맨 위쪽부터 3층까지는 버스 터미널로 사용되고 있고, 나머지 네 층에 지하철 승강장이 자리해 있다. 마드리드 바라하스 공항에서 15분, 마드리드 도심에서 10분 거리에 위치해 있으며 요금구역상으로는 A구역에 속한다.

## 역사
1973년 3월 26일 4호선이 디에고 데 레온 역에서 알폰소 XIII 역까지 연장되면서 처음으로 영업에 들어갔다. 다만 처음부터 네 개 노선이 연결되는 환승역으로 기획되었기 때문에 해당 노선들이 들어오면 그때에 맞춰 승강장을 개업하는 식으로 이뤄졌다. 4호선 승강장은 지하철역 승강장 중에서 지상과 제일 가까운 지하4층에 자리해 있으며 프란시스코 실벨라 거리에 위치해 있다.
1975년 3월 17일 7호선이 아베니다 데 아메리카 역까지 연장되었다. 7호선 승강장은 4호선 승강장 밑에 자리해 있으며 섬식 승강장을 중심으로 양옆에 다시 상대식 승강장이 있는 이른바 스페인식 승강장 구조를 취하고 있다. 그로부터 4년 뒤인 1979년 10월 10일에는 6호선의 첫 구간인 파시피코-콰트로 카미노스 구간 개통과 함께 아베니다 데 아메리카의 6호선 승강장이 영업에 들어갔다.
다시 4년이 지난 1983년 9월 30일 9호선의 지선인 9B선이 개통되어 아베니다 데 아메리카와 플라사 데 카스티야를 잇게 되었다. 본선이 아닌 지선이었던 이유는 9호선 본선과 연결되지 않았기 때문인데, 1986년 2월 24일 아베니다 데 아메리카와 사인스 데 바란다 역을 잇는 연장구간이 개통되면서 비로소 9호선 역으로 불리게 되었다. 9호선은 제일 깊은 지하 7층에 자리잡고 있다.
1986년 12월 23일에는 옛 8호선의 아베니다 데 아메리카-누에보스 미니스테리오스 구간이 개통되면서 영업을 개시하였다. 이 8호선 구간은 7호선 선로를 공유하였기 때문에 한 선로에 두 개의 노선이 운행되는 격이 되었다. 1996년 8호선과 10호선이 통합되면서 아베니다 데 아메리카 역에는 8호선이 더 이상 들어오지 않게 되었고, 1998년부터 7호선이 전 선로를 다시 사용하게 되었다.
최근에는 6호선 승강장과 4호선 승강장이 리모델링 공사를 거쳤다. 7호선도 2006년 9월 가공 전차선 교체를 위해 일시적으로 운영을 중단한 바 있다.
1990년대 말에는 3층 규모의 지하 버스 터미널이 지하철역 위로 건설되었다. 당초 지하철역의 대합실로 쓰이던 공간이었다. 마드리드의 두번째 지하 버스터미널이 된 이곳은 2000년에 완공되어 운영을 개시하였으며, 시내버스는 물론 시외버스나 중장거리 노선들도 거쳐가고 있고 상점 등의 편의시설과 주차장까지 갖추고 있다. 2009년과 2014년에는 버스터미널 지하2층이 리모델링 공사를 거쳤다.

## 환승 정보
아베니다 데 아메리카 역은 마드리드 지하철에서 유일하게 4개 노선이 지나는 환승역이다. 이 때문에 환승 이용객이 상당히 많이 이용하는 역이며 지하철역 위에 버스터미널까지 있어 이동량이 많은 편이다.
지하 버스터미널과 역 부근에 자리한 별도의 정류장까지 모두 아우를 경우, 아베니다 데 아메리카 역에서 이용할 수 있는 버스 노선은 다음과 같다.
버스
- 시내버스
  - 12, 29, 52, 72, 73, 114, 115, 122, 200, C1, C2번 노선 (주간)
  - N2, N4번 노선 (야간)
- 시외버스
  - 222, 223, 224, 224A, 226, 227, 229, 261, 281, 282, 283, 284번 노선 (주간)
  - N202번 노선 (야간)

지하철
| 마드리드 지하철                 | 마드리드 지하철       | 마드리드 지하철                   |
| ------------------------------- | --------------------- | --------------------------------- |
| 디에고 데 레온 아르궤예스       | 마드리드 지하철 4호선 | 프로스페리다드 피나르 데 차마르틴 |
| 디에고 데 레온 순환선           | 마드리드 지하철 6호선 | 레푸블리카 아르헨티나 순환선      |
| 카르타헤나 오스피탈 델 에나레스 | 마드리드 지하철 7호선 | 그레고리오 마라뇬 피티스          |
| 크루스 델 라요 파코 데 루시아   | 마드리드 지하철 9호선 | 누녜스 데 발보아 아르간다 델 레이 |